# Half-Breed (album)
 (mars 2014).
Si vous disposez d'ouvrages ou d'articles de référence ou si vous connaissez des sites web de qualité traitant du thème abordé ici, merci de compléter l'article en donnant les références utiles à sa vérifiabilité et en les liant à la section « Notes et références ».
Albums de Cher
Bittersweet White Light
(1973) Dark Lady
(1974)
Half Breed est le dixième album de la chanteuse Cher, sorti aux États-Unis en octobre 1973 chez MCA. Pour la production, Cher se tourne une nouvelle fois vers Snuff Garrett et Al Capps. Half Breed est son deuxième album enregistré pour MCA. La promotion fut en partie faite durant sa propre émission The Sonny & Cher Comedy Hour show. En mars 1974 l'album est certifié disque d'or par la RIAA, le second de sa carrière à obtenir cette certification. Succès commercial, il fut placé en 28e position au classement Billboard.

## Liste des titres
| 1. | My Love                          | Paul McCartney, Linda McCartney | 3:31 |
| 2. | Two People Clinging to a Thread  | Gloria Sklerov, Harry Lloyd     | 2:40 |
| 3. | Half-Breed                       | Mary Dean, Al Capps             | 2:42 |
| 4. | The Greatest Song I Ever Heard   | Dick Holler                     | 2:48 |
| 5. | How Can You Mend a Broken Heart? | Barry Gibb, Robin Gibb          | 3:21 |
| 6. | Carousel Man                     | Johnny Durrill                  | 3:02 |

| 1. | David's Song              | David Paich                    | 3:24 |
| 2. | Melody                    | Cliff Crofford, Garrett        | 2:34 |
| 3. | The Long and Winding Road | John Lennon, Paul McCartney    | 3:10 |
| 4. | This God-Forsaken Day     | Jack Segal                     | 2:43 |
| 5. | Chastity Sun              | Dash Crofts, James Seals, Cher | 4:14 |